# Crowsoniella relicta
Crowsoniella relicta è un coleottero del sottordine Archostemata scoperto nel 1975 in Italia centrale. È l'unica specie del genere Crowsoniellia e della famiglia Crowsoniellidae.

## Distribuzione e habitat
Questo minuscolo coleottero, considerato un vero e proprio fossile vivente, fu scoperto da Roberto Pace nel 1975, in soli 3 esemplari maschi, sui Monti Lepini (Lazio), nel terriccio alla base di alcuni castagni, e non fu mai più ritrovato in seguito.